# Yōko Shimomura

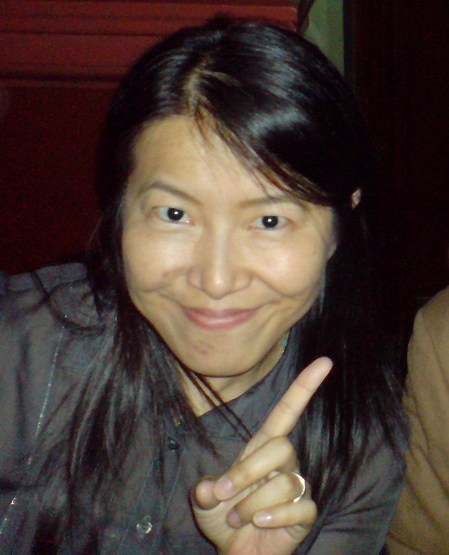
Yōko Shimomura (2007)

Yōko Shimomura (jap. 下村 陽子 Shimomura Yōko; ur. 19 października 1967) – japońska kompozytorka, znana z komponowania ścieżek dźwiękowych do gier video.

## Życiorys
Yōko Shimomura urodziła się w prefekturze Hyōgo w Japonii. Rodzice zapisali ją na lekcje gry na pianinie, gdy miała pięć lat. Szybko opanowała instrument i zaczęła układać własne kompozycje.
Studiowała na uniwersytecie muzycznym w Osace (Ōsaka Ongaku Daigaku, Osaka College of Music). Po uzyskaniu dyplomu początkowo planowała nauczać gry na pianinie. Od wielu lat grała w gry video, więc nie do końca podchodząc poważnie, postanowiła wysłać próbki swojej pracy do różnych firm zajmujących się grami. Capcom zaprosił ją na rozmowę kwalifikacyjną, gdzie zaproponowano jej pracę. Rodzina i nauczyciele nie byli zachwyceni takim obrotem sprawy, ale Shimomura przyjęła tę pracę. Pierwszym projektem była muzyka do gry Samurai Sword. Po drobnych sukcesach zaproszono ją do współpracy przy grze Street Fighter II.
W 1993 r. Shimomura przeniosła się do innej firmy produkującej gry – Squaresoft (obecnie Square Enix). Jej pierwszym zadaniem w nowej firmie było skomponowanie muzyki do gry RPG Live A Live w 1994 r. Po tym została dołączona do bardziej doświadczonych kompozytorów. Między innymi pracowała z Noriko Matsueda przy strategicznym RPG Front Mission w 1995 r. W 1996 r. skomponowała i zaaranżowała muzykę do gry Super Mario RPG: Legend of the Seven Stars, we współpracy z Nobuo Uematsu.
W 1998 r. znów pracowała samotnie nad utworami do RPG Parasite Eve. Jednym z jej ważniejszych projektów była realizowana w 1999 r. ścieżka dźwiękowa do gry Legend of Mana. Pokazała ona rozległy zakres i głębię swojej muzyki i chociaż gra spotkała się z różnymi opiniami, muzyka może być uważana za klasykę.
W 2002 r., Yōko Shimomura opuściła Square, aby pracować niezależnie. Pierwszym jej projektem było skomponowanie muzyki do gry Mario & Luigi: Superstar Saga na konsolę Game Boy Advance.
Najbardziej znane kompozycje autorki zostały stworzone do gry Kingdom Hearts 2, sequela pierwszej części sagi, połączenia Square/Disney, gdzie postacie Disneya wystąpiły w środowisku action/RPG wraz z postaciami wykreowanymi przez Square. Jej muzyka znalazła się także w poprzedniczkach gry, Kingdom Hearts: Chain of Memories i Kingdom Hearts. Shimomura sceptycznie podchodziła do projektu Kingdom Hearts i jej praca nad nim nie jest wymieniana jako jej największe dokonanie.
W marcu 2008 r. ukazał się album Drammatica, kompilacja najlepszych prac autorki. Zawiera on kompozycje z gier Final Fantasy Versus XIII, Live A Live, Kingdom Hearts, Front Mission, Legend of Mana i Heroes of Mana.

## Muzyka skomponowana na potrzeby gier (niekompletne)
- Samurai Sword (1988)
- Adventures in the Magic Kingdom (1990)
- Nemo (1990)
- King of Dragons (1991)
- Block Block (1991, z Masaki Izutani)
- Street Fighter II (1992, z Isao Abe)
- Breath of Fire (1993, z Yasuaki Fujita (Bun Bun), Minae Fujii i Mari Yamaguchi)
- The Punisher (1993, Isao Abe)
- Street Fighter 2: Championship Edition (1994, z Alph Lyra)
- Live A Live (1994)
- Front Mission (1995, z Noriko Matsueda)
- Super Mario RPG: Legend of the Seven Stars (1996, włączając aranżacje muzyki Nobuo Uematsu i Kōji Kondō)
- Tobal No. 1 (1996, z Masashi Hamauzu, Junya Nakano, Yasuhiro Kawakami, Kenji Ito, Noriko Matsueda, Ryuji Sasai i Yasunori Mitsuda)
- Parasite Eve (1998)
- Legend of Mana (1999)
- Kingdom Hearts (2002)
- Mario & Luigi: Superstar Saga (2003)
- Kingdom Hearts: Chain of Memories (2004)
- Mario & Luigi: Partners in Time (2005)
- Kingdom Hearts II (2005/2006)
- Monster Kingdom: Jewel Summoner (2006, z Shinji Hosoe, Hitoshi Sakimoto, Yasunori Mitsuda, Kenji Ito, Masaharu Iwata, Tsukasa Masuko, Yasuyuki Suzuki, Ayako Saso i Takahiro Ogata)
- Final Fantasy XV
- Heroes of Mana (2007)
- Super Smash Bros. Brawl (2008, we współpracy z innymi kompozytorami)
- Kingdom Hearts: 358/2 Days (2008)
- Kingdom Hearts: Birth by Sleep
- Kingdom Hearts: Coded
- Mario & Luigi: Dream Team (2013)
- Final Fantasy XV (2015)
- Mario & Luigi: Paper Jam (2015)
- Mario & Luigi: Superstar Saga + Bowser’s Minions (2017)
- Mario and Luigi Bowser's Inside Story + Bowser Jr.'s Journey (2018)
- Kingdom Hearts III (2019)

## Dyskografia
- Tobal No.1 Original Sound Track
- Square Vocal Collection
- Street Fighter Tribute Album
- Dark Chronicle Premium Arrange
- Square Enix Music Sampler
- Super Mario RPG Original Sound Version
- Potion: Relaxin' with Final Fantasy
- Kingdom Hearts -FINAL MIX- Additional Tracks
- Phantasy Star Online Episode I & II Premium Arrange
- Kingdom Hearts Original Soundtrack
- Final Fantasy X Vocal Collection
- Front Mission Original Sound Version
- Front Mission 1st Special BGM Selection
- Front Mission 4 plus 1st Original Soundtrack
- Breath of Fire I~V Original Soundtrack Special Box
- Sweet Home
- Street Fighter II Image Album
- Sing!! Street Fighter II Instrumental Version
- Super Street Fighter II : The New Challengers Arcade Gametrack
- Street Fighter II Alph Lyla with Yuji Toriyama
- Live A Live Original Sound Version
- Parasite Eve Original Soundtrack
- Parasite Eve Remixes
- Seiken Densetsu/Legend of Mana Original Soundtrack
- Legend of Mana Music Selection
- Parasite Eve II Original Soundtrack
- Kingdom Hearts II Original Soundtrack
- Front Mission Online Original Soundtrack
- Seiken Densetsu 4 Original Soundtrack -Sanctuary-
- Square Enix Battle Tracks Vol. 1
- Seiken Densetsu HEROES OF MANA Original Soundtrack
- Drammatica – The Very Best of Yoko Shimomura
- Memória!